# Comuna Teple, Stanîcino-Luhanske
Teple (în ucraineană Тепле) este o comună în raionul Stanîcino-Luhanske, regiunea Luhansk, Ucraina, formată din satele Krepî, Nîjnii Mincenok, Teple (reședința) și Verhnii Mincenok.

## Demografie
Componența lingvistică a comunei Teple
     Rusă (91,31%)
     Ucraineană (8,46%)
     Alte limbi (0,06%)
Conform recensământului din 2001, majoritatea populației comunei Teple era vorbitoare de rusă (91,31%), existând în minoritate și vorbitori de ucraineană (8,46%).